# Вінсент Аксамитовський

Польський шляхетський герб «Гриф»

Вінсе́нт (Вінце́нтій, Віке́нтій) Аксамито́вський (пол. Wincenty Aksamitowski; 15 вересня 1760, Кам'янець-Подільський — 13 січня 1828, Варшава) — польський бригадний генерал. Онук Яна де Вітте.

## Біографія

Звернення генерала Вінцентія Аксамитовського у справі пожертв на національні цілі, 20 січня 1807 року

Вінцентій Аксамитовський народився 15 вересня 1760 року в Кам'янці-Подільському (за іншими даними — в селі Нагоряни нинішнього Кам'янець-Подільського району Хмельницької області). Належав до шляхетського роду герба «Гриф».
Родина походила зі стародавньої дрібнопомісної шляхти із Ломженської землі (нині Ломжа — місто на правах повіту на північному сході Польщі), де в XVI столітті успадкувала село Аксамити (польське «aksamit» українською означає «оксамит»). Аксамитовські узаконилися в шляхетстві в Королівстві Польськім 1839 та 1842 року. З них Ян, варшавський бургграф від 1726 року, першим осів на Поділлі. Його син Ігнацій (батько Вінцентія Аксамитовського) був летичівським скарбником від 1774 року, подільським ловчим від 1782 року. 1764 року його обрали послом від Поділля на сейм. Помер 1810 року. Мати Вінцентія Текля Аксамитовська була донькою інженера та генерала Яна де Вітте — коменданта Кам'янець-Подільської фортеці у 1768—1785 роках.
1774 року 14-річний Аксамитовський вступив на службу як кадет школи коронної артилерії. 25 серпня 1775 року, закінчивши її, він отримав перший чин офіцера артилерії. 5 квітня 1781 року Вінсент Аксамитовський отримав чин підпоручика, 24 червня 1783 року — поручика, 31 липня 1788 року — капітана артилерії.
У 1792—1794 роках Аксамитовський брав участь у військових діях на території Польщі. Зокрема, 1792 року він був учасником польської кампанії проти Росії, воював під Жилинцями (нині Шепетівського району Хмельницької області) та Острогом (нині один із районних центрів Рівненської області), де був поранений. Коли 1793 року Кам'янець-Подільський (як і все Поділля) увійшов до складу Російської імперії, Аксамитовський тимчасово перейшов на службу до російської армії. Там йому надали звання майора. Коли 1794 року розпочалося антиросійське повстання поляків під проводом Тадеуша Косцюшка, Вінцентій Аксамитовський покинув російську армію і приєднався до повстанців у чині капітана. 13 серпня 1794 року йому надали звання майора. Він воював під Каменем, брав участь в обороні Варшави в складі дивізії генерала Яна Генрика Домбровського.
1794 року отримав посаду помічника з адміністративно-господарської частини начальника артилерійського батальйону під загальним командуванням Понятовського.
Після придушення повстання Аксамитовський переховувався у Львові. Незабаром він перебрався до Італії, де заявився до генерала Домбровського та запропонував йому свої послуги.
4 травня 1797 року Аксамитовський перейшов на французьку військову службу. 20 травня 1797 року генерал Наполеон Бонапарт представив його до чину командира батальйону 1-ї польської артилерії Ломбардної армії (у французькій армії чин командира батальйону чи ескадрону відповідав чину майора). Згодом Директорія Цізальпійської республіки затвердила Аксамитовського в цьому званні. У цей час його батальйон входив до окремого Польського легіону. 28 липня 1799 року Аксамитовський потрапив у полон під час капітуляції Мантуї. 1800 року він повернувся у Францію, давши чесне слово не воювати проти австрійців. Деякий час Аксамитовський служив на Середземноморському узбережжі між Марселем і Тулоном.
5 травня 1800 року Аксамитовський знову вступив на французьку військову службу. 25 грудня 1800 року, після переправи через Мінчо, він був представлений генералом Брюно до чину командира батальйону польської артилерії Італійської армії. 2 січня 1801 року подання було задоволено, і незабаром його призначили начальником артилерії Мілана. 11 грудня 1801 року генерал Віньоль представив його до чину командира бригади 2-ї напівбригади польської піхоти. 24 січня 1803 року він був відправлений на острів Санто-Домінго. 8 березня 1803 року Аксамитовського призначили командиром 114-ї лінійної бригади (колишня друга польська напівбригада). Увесь 1803 рік він прослужив на острові.
12 жовтня 1805 року він був проведений в чин полковника і отримав призначення в генеральний штаб Великої Армії під загальним командуванням маршала Бертьє. У 1805—1807 роках Аксамитовський брав участь в Австрійській, Прусській і Польській кампаніях. 4 листопада 1806 року його призначили комендантом Познані. 13 листопада 1806 року Аксамитовський отримав чин бригадного генерала польських військ. 2 січня 1807 року він був призначений командиром 1-ї бригади польської дивізії генерала Домбровського. 2 березня 1807 року він був призначений заступником командувача Польського Легіону з адміністративно-господарської частини. Брав участь в облозі Данцига. 28 вересня 1807 року він був призначений головнокомандувачем артилерії Великого Герцогства Варшавського. У січні 1809 року він отримав під своє начало 3-ю бригаду 1-ї піхотної дивізії Великого Герцогства Варшавського і став кавалером військового ордена Великого герцогства Варшавського. 20 березня 1810 року Аксамитовський був призначений військовим губернатором департаменту Позен у 2-му військовому окрузі Великого Герцогства Варшавського.
Від 13 березня 1812 року він командував 1-ю бригадою 17-ї дивізії генерала Домбровського 5-го (польського) піхотного корпусу Великої Армії. Разом зі своєю бригадою взяв участь у Російській кампанії (Франко-російській війні 1812 року). 4 серпня 1812 року його нагородили орденом Почесного легіону четвертого ступеня.
5 квітня 1813 року Аксамитовський отримав призначення в мобільну групу, що діяла між Віслою та Одером. 15 липня 1813 року він був прикомандирований до особистого штабу маршала Мюрата. У вересні 1813 року Аксамитовський змінив генерала д'Авіса на посаді командувача бригади важкої кавалерії в дивізії генерала Дефранса і 6 вересня 1813 року взяв участь у бою при Денневіце. У листопаді 1813 року його призначили начальником польського депо в місті Седані. 9 грудня 1813 року замінив генерала Квасневського на посаді командувача 17-ї бригади 7-ї кавалерійської дивізії. 26 січня 1814 року Аксамитовський отримав посаду віце-президента головної адміністративної ради польського корпусу. 15 березня 1814 року він отримав чин бригадного генерала французької служби, а з 15 червня 1814 року вийшов у запас.
Згодом Аксамитовський перейшов на службу в Польське королівство в чині бригадного генерала, командувача польської артилерії і перебував на цій посаді до 1825 року.
Помер Аксамитовський 13 січня 1828 року у Варшаві.